# Tribu de Nephthali
Pour les articles homonymes, voir Nephtali (homonymie).

Carte des 12 tribus d'Israël ; la tribu de Nephthali est représentée en orange.

La tribu de Nephthali est une des douze tribus d'Israël. Cette tribu descend de Nephtali, fils de Jacob et de sa troisième épouse Bilha, servante de Rachel, nièce de Deborah, la nourrice de  Rébecca. Elle occupe un territoire en Galilée, le long du cours supérieur du Jourdain et du lac de Tibériade.
Elle fait partie du royaume d'Israël. Dans le deuxième livre des Rois, sous le règne de Peqah, vers -734, sa population est déportée en Assyrie par le roi d'Assyrie Teglath-Phalasar III. Elle est l'une des dix tribus perdues.
Tobit, le héros du livre de Tobit, est membre de cette tribu. 
Ahira fils d'Enan est le prince des nephtalites.

## Effectifs de la tribu de Nephthali
Deux ans après la sortie d'Égypte, Moïse effectue un premier recensement et les descendants de Nephtali sont au nombre de 53 400. Les descendants de Nephtali forment une armée de 53 400 hommes.
Après la révolte de Coré, Dathan et Abiron, Moïse effectue un second recensement et les descendants de Naphtali sont au nombre de 64 300.
L'archéologue Donald Bruce Redford estime que les nombres donnés dans la Bible sont peu crédibles dans la mesure où ils sont trop grands.

## Territoire de la tribu de Nephthali
La frontière de la tribu de Nephthali  et les villes fortifiées sont décrites dans le Livre de Josué : 
- La frontière part de Hèleph, passe au grand arbre de Tsaanannim (près de Qadesh), à Adam-Néqeb, à Yabneël, à Laqqoum et aboutit au Jourdain.
- La frontière se dirige vers l'ouest en suivant la limite nord du territoire de la tribu d'Issacar jusqu'à Aznoth-Tabor.
- La frontière suit ensuite la limite nord du territoire de la tribu de Zebulon en passant par Houqqoq.
- La frontière se dirige ensuite vers le nord et suit la limite est du territoire de la tribu d'Asher.
- La frontière se dirige enfin vers l'est vers Juda (Jair descendant de Juda a vingt-trois douars dans la région d'Argob en Bachân[7] qui sont ensuite attribués à la tribu de Manassé[8]).
- Les villes fortifiées sont : Tsiddim, Tser, Hammath (en), Raqqah, Kinnéreth (au bord de la mer de Kinnéreth et au nord de plaines désertiques), Adama, Rama, Qadesh (ville lévitique et ville de refuge (en)), Edrèi, En-Hatsor, Yirôn, Migdal-El, Horem, Beth-Anath (dont les habitants ne sont pas chassés) et Beth-Shémesh (dont les habitants ne sont pas chassés).

Trois de leurs villes deviennent des villes lévitiques attribuées aux Guershonites : Qadesh en Galilée dans une région montagneuse, Hammoth-Dor (en) et Qartân.
Une de leurs villes est une ville de refuge (en) : Qadesh,.
Les descendants de Nephtali ne chassent pas les habitants de deux villes de leur territoire : Beth-Anath et Beth-Shémesh.
Pour Kenneth Anderson Kitchen, ces listes ne sont pas fiables.

## Disparition de la tribu de Nephthali
À partir du Xe siècle av. J.-C., la tribu de Nephthali est incorporée dans le royaume du Nord, un des deux royaumes israélites après le schisme politique et religieux provoqué par roi Jéroboam Ier.
Le Royaume d'Israël est détruit par l'Assyrie qui s'empare de la ville de Samarie en -722 et déporte une partie de la population du royaume. La tribu de Nephthali est alors considérée comme une des dix tribus perdues.

## Recherche de la tribu de Nephthali
Les Juifs de Boukhara dont le nom vient de la ville de Boukhara en Ouzbékistan appartiendraient à la tribu de Nephthali.
Des descendants de la tribu perdue de Nephthali se seraient installés en Norvège, en Islande et dans les Îles Féroé.

## Membres de la tribu de Nephthali
- Ahira, le fils d'Énân, est un chef de la tribu de Nephthali lors de l'Exode hors d'Égypte[17],[18],[19],[20].
- Nahbi, le fils de Vophsi, est envoyé en éclaireur au pays de Canaan avant sa conquête et appartient à la tribu de Nephthali[21].
- Pedahel, le fils d'Ammihoud, est un chef de la tribu de Nephthali lors du partage du pays de Canaan[22].
- Barac, général de l'armée des Hébreux sous le commandement de Debora, prophétesse et juge d'Israël, est né à Qadesh et appartient à la tribu de Nephthali[23].
- Tobie, le personnage du Livre de Tobie, appartient à la tribu de Nephthali[24].

## Symboles de la tribu de Nephthali
Nephthali, dont le symbole est une biche, est le 6e fils d'Israël. La pierre précieuse associée à Nephthali sur le pectoral du grand prêtre est un diamant. Toutefois, dans la mesure où le nom de chaque tribu était gravé sur sa pierre, on peut supposer qu'il ne s'agissait pas réellement de diamant, beaucoup trop dur pour être gravé, mais d'une sorte de cristal de roche. 

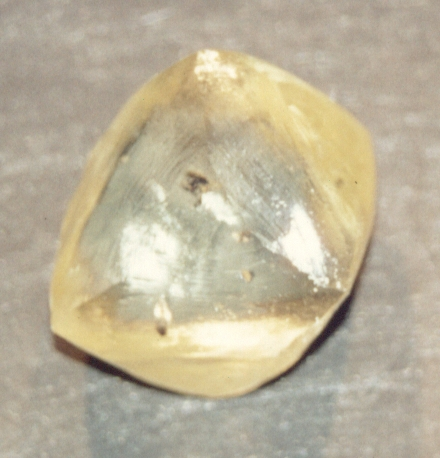
diamant